# Medieval Russia: 980—1584
Medieval Russia: 980—1584 («Средневековая Россия: 980—1584» или «Древнерусское государство: 980—1584») — монография почётного профессора истории в Университете Майами Д. Мартин, изданная в 1995 году. Второе пересмотренное издание вышло в 2007 году.

## Описание
Книга является кратким и всеобъемлющим обзором средневековой истории России со времён правления великого князя киевского Владимира Святого до первого государя, царя и великого князя всея Руси Ивана IV Грозного династии Рюриковичей. В ней рассмотрены события в социальной и экономической сферах, религия и культура, политическая история и международные отношения России в средневековый период её истории от Древней (Киевской) Руси до Русского (Московского) царства.
Обосновывая преемственность Московского царства от Киевской Руси рядом факторов (династическая, экономические структуры, культурные кодексы, завещанные Русской православной церковью и пр.), Д. Мартин тем не менее отмечает, что автократическая система правления первого и его управляющий аппарат ознаменовали разрыв с киевской традицией, что отчасти объясняется необходимостью отношений Москвы с монголами.
В то же время, по её мнению, значительная часть земель исторической Киевской Руси (основные части современных Украины и Белоруссии) по сути выпала из общего русского наследия после того как они стали частью Великого княжества Литовского или Королевства Польского, главной причиной чему послужило монгольское нашествие на Русь. По мнению профессора истории Стэнфордского университета Н. Ш. Коллманн — это в истории «знакомая картина», когда «слабо централизованное династическое государство» распадается на составные части, одни из которых поглощаются более крупными гособразованиями, а другие напротив, — усиливаются и в разное время становятся «крупными игроками» на международной политической арене.
В 2007 году вышло второе издание, дополненное результатами новых научных работ других историков, а также собственными исследованиями. В частности Д. Мартин уделила особое внимание динамике политической эволюции России от свободной федерации княжеств, известной как Киевская Русь, через эпоху монгольского господства к развитию централизованного Московского государства.